# Margaret Mahler
Margaret Mahler geboren Margaret Schönberger (Sopron, Oostenrijk-Hongarije, 10 mei 1897 – New York, 2 oktober 1985) was een Hongaars-Amerikaanse kinderarts en psychoanalyticus. Zij was een van de eersten die wetenschappelijk onderzoek deed op het gebied van baby’s en kleuters. Op basis van empirisch onderzoek stelde ze een ontwikkelingsmodel op dat met name op de psychoanalyse en objectrelatietheorie een grote invloed kreeg.

## Biografie
Mahler ging naar de Hogere Dochterschool in Sopron en vervolgens naar het gymnasium in Boedapest. Ze studeerde kunstgeschiedenis en ging daarna medicijnen studeren. Eerst aan de Universiteit van Boedapest, daarna aan de medische faculteit in München en studeerde af aan de Universiteit van Jena, waar ze in 1922 promoveerde. In Wenen werd ze bij Clemens von Pirquet opgeleid tot kinderarts en opende haar eigen praktijk voor kindergeneeskunde. Aan het onderwijsinstituut van de Weense Psychoanalytische Vereniging rondde ze een studie psychoanalyse af. In deze stad richtte de Israelitische Kultusgemeinde Wien een psychoanalytisch georiënteerde kliniek voor kinderen op, genaamd “Ambulatorium Rauscherstraße”, waar Mahler vanaf 1934 meewerkte. In 1936 huwde ze met de chemicus en fabrieksdirecteur Paul H. Mahler.
Na de Anschluss van Oostenrijk in 1938 emigreerde ze naar New York, waar ze in 1940 lid werd van de New Yorkse psychoanalytische vereniging en leidde aldaar de opleiding aan het Psychoanalytische Instituut van Philadelphia.
In 1980 onderscheidde het Barnard College, haar met de hoogste eer: Barnard Medal of Distinction.

## Ontwikkelingsmodel
Het ontwikkelingsmodel van Mahler is een invloedrijke theorie over de psychische ontwikkeling van baby's en kleuters. In haar belangrijkste werk “De psychische geboorte van de mens” beschrijft ze deze theorie uitvoerig.
Een centraal thema in het werk van Mahler is het proces van de gezonde individualisatie, waarvoor het volgens Mahler een voorwaarde is dat het kind zich los weet te maken van de vroegere symbiotische relatie met de moeder. Mahler was een van de eerste psychoanalytici die ontwikkelingspsychologische concepten afleidde uit observaties van het kind. Ze vroeg zich af hoe peuters tot drie jaar oud zich ontwikkelen en hoe ze reageren op een kortdurende scheiding van de moeder. Ze gebruikte hiervoor kinderdagverblijven waar kinderen van acht maanden tot drie jaar oud verbleven. Hun ouders en speciaal opgeleide pedagogische medewerkers observeerden de kinderen en vulden vragenlijsten over hen in. Daarnaast werden ouders en kinderen aan het begin, midden en einde van het onderzoek, getest. In tegenstelling tot hoe onderzoek in de psychoanalyse tot dat moment werd gedaan, waarin kinderen werden gereconstrueerd vanuit een volwassene, was de eerste systematische directe kinderobservatie de basis in het onderzoeks- en observatieontwerp. Dit werd later vooral in Engeland in de context van de hechtingstheorie en het vernieuwde baby- en kleuteronderzoek verder voortgezet. Mahler leidde uit haar observaties de volgende fasen af, waarbij de fasen in elkaar doorlopen en de eerdere fasen in de latere fasen latent aanwezig blijven, zodat ze ook te reactiveren/oproepbaar zijn:

## Autistische fase (geboorte tot 4-6 weken)
De autistische fase is kenmerkend voor de eerste weken na de geboorte. In deze tijd gaat het er met name om, het homeostatisch evenwicht na de ingrijpende gebeurtenis van een geboorte te herstellen, zo dat het lichaam een hoge mate van libidobezetting kent. Daarnaast heeft het kind een sterke prikkelingsbarrière naar de buitenwereld toe en de zintuigen, met name zicht, zijn nog niet volledig ontwikkeld (kinderen kunnen pas vanaf twee maanden kleuren zien).

## Symbiotische fase (2etot 5e/6emaand)
De symbiotische fase begint rond de tweede levensmaand. In deze periode ervaart kind zichzelf en zijn moeder als twee-eenheid. De libidobezetting wordt nu uitgebreid met het symbiotische milieu. In deze tijd kan het kind emotioneel nog niet een onderscheid maken tussen binnen en buiten, eigen en niet-eigen en kind en moeder. Een ander kenmerk van deze fase is het spiegelen: het kind lijft de moeder in, allereerst door te glimlachen. Omdat het kind de moeder nog niet als aparte persoonlijkheid waarneemt, is de emotionele inleving van de moeder voor de optimale bevrediging van het instinct van het kind alsook voor de overeenkomstige ontwikkeling van een basaal veiligheidsgevoel en oervertrouwen zeer belangrijk. Daarnaast is de moeder voor het kind een schild tegen prikkelingen uit de omgeving. Bovendien zal deze moeder-kindrelatie een basis zijn voor alle latere relaties van het kind. De symbiotische fase beschouwt men in de eenentwintigste eeuw als achterhaald.

## De separatie- en individuatiefase
Volgens het Pinkhof Geneeskundig woordenboek is dit de "peuterfase waarin het kind leert dingen zelf te doen en te willen; het exploreert de omgeving, raakt zo los van symbiotische band met moeder, maar kan nu de afstand door communicatie overbruggen".
Volgens Mahler zijn de separatie en individuatie twee aparte, maar idealiter parallel verlopende socialisatieprocessen.
Bij separatie gaat het om de differentiatie van het lichaamsschema, distantiëring en de vaardigheid om te kunnen afbakenen. Bij individuatie moeten een intrapsychische autonomie, cognitieve vaardigheden en emotionele objectconstantie bereikt worden.

### Differentiatie van het lichaamsschema (4etot 8elevensmaand)
Tijdens deze periode zijn de motorische vaardigheden van het kind inmiddels zover ontwikkeld, dat hij zich bijvoorbeeld van de moeder kan wegduwen. Op deze manier kan het kind meer zien, vergroot het zijn blikveld en bezet de omgeving inmiddels met libido. Uitermate belangrijk daarbij is het inlevingsrijke lichamelijke contact van de moeder met het kind. Door het contact ervaart het kind dat zijn lichaam als losstaand van het lichaam van zijn moeder. Het neemt de fysieke, maar nog niet de psychische scheiding waar. Een volgend typerend kenmerk van deze ontwikkelingsafzondering is het “checking back”: het kind bevoelt de moeder en de omgeving, en vergelijkt zo objecten en personen met de moeder.

### Oefeningsfase (11etot 18elevensmaand)
De oefeningsfase kent overlap met de differentiatie van het lichaamsschema en duurt ongeveer van de vierde tot de zestiende levensmaand. Hierin ontwikkelen de motorische vaardigheden van het kind zich nog verder. Het kan zich met kruipen en lopen steeds meer zelfstandig van de moeder verwijderen en kan autonoom met verwijdering, afstand en nabijheid omgaan. De omgeving kent een grotere libidobezetting.
Het kind begint een grote interesse voor zijn omgeving te tonen en onderzoekt deze grondig. De oefeningsfase is vaak de gelukkigste fase van de kleutertijd. Het kind heeft een sterk gevoel van onoverwinnelijkheid, is blij met de wereld en zijn groeiende vaardigheden. Daarbij ontwikkelt het een grote frustratietolerantie tegenover verlies of pijn. Bovendien ontwikkelen de ik-functies zich snel. Daarbij is het heel belangrijk, dat de moeder enerzijds altijd klaarstaat voor het bijtanken van emoties, omdat het veiligheidsgevoel nog niet volledig is ontwikkeld. De moeder moedigt het kind ook aan om zijn omgeving te verkennen.
De onderzoeksinteresse van kinderen in deze tijd hangt sterk af van de mate waarin de moeder zekerheid en vertrouwen uitstraalt. Verlaat de moeder het kind in deze periode dan kan de stemming van het kind verslechteren.
De interesse van het kind gaat ook steeds meer in de richting van de onontdekte wereld. Vaak wordt een transitieobject gevormd, dat als vervanging voor de symbiose met de moeder geldt. Dat kan bijvoorbeeld een zachte deken of een knuffeldier zijn, dat het kind overal mee naartoe neemt.
Tegenover vreemden geldt meest nieuwsgierigheid, maar het kan ook leiden tot een vlaag van angst voor vreemden. De vader heeft in deze fase een belangrijke rol als speelkameraad, waarin het kind, in tegenstelling tot zijn verdere afhankelijkheid en zwakte, zich als groot en sterk kan voordoen.

### De fase van hernieuwde toenadering (18etot 24emaand)
De fase van hernieuwde toenadering bestaat uit een hertoenaderingscrisis en zijn individuele oplossingen. Het duurt ongeveer van de 14e tot de 26e maand en overlapt met de oefeningsfase.
Op dit moment zijn de cognitieve vaardigheden van het kind zover ontwikkeld, dat het ook psychisch de moeder als een ander wezen waarneemt. Door de verdere ontwikkeling van de motorische vaardigheden is het kind steeds meer in staat zich fysiek van de moeder te verwijderen. Zo lijkt het zich ook weer onophoudelijk bezig te houden met de vraag waar zijn moeder is.
Het kind bezet de moeder nu als een persoon met libido en wil zijn wereld en ontdekkingen met haar delen. Hij laat vaak zijn nieuwe ontdekkingen zien en verlangt dat zijn moeder zich ervoor interesseert. Daarnaast ontwikkelt het kind, vanwege de mogelijkheid om zich van de moeder te verwijderen en vanwege het cognitieve besef van de psychische verwijdering, verlatingsangst. Als reactie hierop ontstaat ook de angst, om weer in een symbiose met de moeder gevangen te geraken.
Bovendien leert het kind in deze periode ook de onbuigzaamheid van harde materie kennen, waar zijn ouders hem niet voor kunnen beschermen. Hij wordt ook, met name in het kader van het leren kennen van hygiëne, steeds vaker geconfronteerd met opdrachten van de ouders. Het gevoel van onoverwinnelijkheid maakt plaats voor frustratie en krijgt het kind vaak woedeaanvallen. Dit versterkt dan weer de verlatingsangst.
Het kind bevindt zich nu in een spagaat tussen beginnende autonomie en een aanhoudende afhankelijkheid. Het is daarbij uiterst belangrijk, dat de moeder altijd als thuisbasis klaarstaat en veel geduld heeft met het kind. Het kind heeft dat nu, na een relatief zelfstandige oefeningsfase, weer meer nodig. Aan de andere kant moet ze ook begrip hebben voor de groeiende drang tot zelfstandigheid van het kind.
Met betrekking tot de moeder ontwikkelt het kind vaak een tweeledig beeld. Hij ziet de moeder als twee personen, een goede en een kwade. Zo’n tweeledig beeld is in deze periode van de ontwikkeling normaal, maar moet wel overwonnen worden, zodat uiteindelijk een harmonisch, positief beeld van de moeder overblijft.
In het algemeen overheersen in deze periode geïdealiseerde beelden van de ouders. De vader speelt een hele belangrijke rol. Door identificatie met hen beleeft het kind de relatie van de ouders mee en voelt het zich niet buitengesloten. De vader, als van de moeder losstaand persoon, laat het kind zien dat een verwijdering niets ergs is. Op deze manier kan hij zich voor een terugval in de symbiose beschermen.
Ernst Abelin ontwikkelde, als medewerker van Margaret Mahler, het concept van de vroege triangulatie (1971). In deze fase neemt het kind (voor het eerst) de bijzondere verhoudingen tussen zijn moeder, zijn vader en zichzelf waar. Een ander belangrijk aspect is, dat kinderen in deze ontwikkelingsperiode hun geslachtsidentiteit waarnemen, met alle gevolgen als castratieangst, penisnijd etc.
Mahler ging ervan uit, dat verstoringen in het loslaten en de individualisatie, met name in de fase van hernieuwde toenadering, een doorslaggevende rol spelen bij de ontwikkeling van borderline-stoornissen. Deze aanzet werd door Christa Rhode-Dachser opgepakt en met klinische casussen gedifferentieerd.

### Consolidatie van de individualiteit en het begin van een emotionele objectconstantie (24etot 36elevensmaand)
Tijdens deze ontwikkelingsperiode gaat het om de vorming van een intrapsychische autonomie en een emotionele objectconstantie. Vereist is het succesvolle loslaten tijdens de fase van hernieuwde toenadering.
Objectconstantie is de wijze waarop het kind belangrijke verzorgers ervaart. Allereerst is de emotionele objectconstantie met de moeder doorslaggevend. Belangrijk is, dat het tweeledige beeld van de goede/kwade moeder ten gunste van een grotendeels harmonieus moederbeeld opgegeven wordt. Dit positieve beeld kan het kind zich dan herinneren wanneer de moeder niet in de buurt is en met deze herinnering kan het op een goede manier met de scheiding omgaan. Bij de individualiteit gaat het om de geleidelijke ontwikkeling van de reality check. Het kind leert te accepteren, dat andere objecten geen narcistische zelfobjecten zijn, maar autonome tastbare objecten zijn. De doelen zijn de ontwikkeling van een realistische zelf- en ouderbeeld en de vorming van onveranderlijke zelf- en objectrepresentanten.

## Categorisering en betekenis
De theorie van Mahler is in de klassieke psychoanalyse van Sigmund Freud en Anna Freud verankert. Het was de bedoeling van Mahler om te wedijveren met de beschrijving van Freud van de ontwikkeling van het ego en het superego met een empirische, op kinderobservatie berustende, differentiatie van de theorie. Tegelijkertijd geldt haar werk als overgang naar de zelf- en objectrelatietherapie.
Haar werk Symbiose und Individuation: Psychosen im frühen Kindesalter behoort tot de standaardwerken van de psychoanalyse.

## Nalatenschap
In 1970 werd “The Margaret S. Mahler Child Development Foundation” opgericht met als doel het van kinderpsychologie en emotionele ontwikkeling. Jaarlijks organiseert de foundation The Margaret S. Mahler Symposium.

## Werken
- On human symbiosis and the vicissitudes of individuation, 1969.
- The psychological birth of the human infant: symbiosis and individuation. Eerste uitgave New York 1975.
- Die psychische Geburt des Menschen. Symbiose und Individuation, Frankfurt a. M. 1996, ISBN 3-596-26731-5.
- Symbiose und Individuation: Psychosen im frühen Kindesalter. (Standardwerke der Psychoanalyse) Stuttgart: Klett-Cotta 1998.
- Mein Leben, mein Werk. Uitgegeven door Paul E. Stepansky. Kösel, München 1989. ISBN 3-466-30298-6.
- Infantile psychosis and early contributions
- Rapprochement - critical subphase, separation - individuation
- Separation - individuation

- Bibsys: 90145602
- Bibliothèque nationale de France: cb119139368 (data)
- CiNii: DA01379167
- Gemeinsame Normdatei: 118576313
- International Standard Name Identifier: 0000 0000 8173 9990
- Library of Congress Control Number: n79061337
- Bibliotheek van het Japanse parlement: 00448528
- Nationale Bibliotheek van Tsjechië: mzk2006363338
- Nationale bibliotheek van Australië: 35322481
- Nationale Bibliotheek van Israël: 987007421404905171
- Nationale en Universitaire bibliotheek Zagreb: 000072444
- Nederlandse Thesaurus van Auteursnamen: 06857097X
- Réseau des bibliothèques de Suisse occidentale: 02-A003550821
- LIBRIS: 251481
- SNAC: w6n881fr
- Système universitaire de documentation: 027001849
- Virtual International Authority File: 108955019
- WorldCat: E39PBJpytdTMyPHfBjDjG6QTHC